# Kostrika
Kostrika (ošarica, goštica, lat. Brachypodium), rod jednosupnica iz porodice trava. Postoji 21 priznata vrsta. U Hrvatskoj rastu šumska, razgranjena, dvoklasa, perasta kostrika i B. phoenicoides.
Rod kostrika čini poseban tribus Brachypodieae.

## Vrste
1. Brachypodium × ambrosii Sennen
2. Brachypodium × apollinaris Sennen
3. Brachypodium arbuscula Gay ex Knoche
4. Brachypodium atlanticum Dobignard
5. Brachypodium bolusii Stapf
6. Brachypodium × cugnacii A.Camus
7. Brachypodium × diazii Sennen
8. Brachypodium distachyon (L.) P.Beauv.,  dvoklasa ili dvoklasićasta kostrika
9. Brachypodium flexum Nees
10. Brachypodium glaucovirens (Murb.) Sagorski
11. Brachypodium humbertianum A.Camus
12. Brachypodium kawakamii Hayata
13. Brachypodium kotschyi Boiss.
14. Brachypodium madagascariense A.Camus & H.Perrier
15. Brachypodium mexicanum (Roem. & Schult.) Link
16. Brachypodium perrieri A.Camus
17. Brachypodium phoenicoides (L.) Roem. & Schult.
18. Brachypodium pinnatum (L.) P.Beauv.,   perasta kostrika
19. Brachypodium pringlei Scribn. ex Beal
20. Brachypodium retusum (Pers.) P.Beauv.,  razgranjena kostrika
21. Brachypodium sylvaticum (Huds.) P.Beauv.,  šumska kostrika

## Sinonimi
- Brevipodium Á. Löve & D. Löve
- Trachynia Link
- Tragus Panz.